# Ий (село)
Ий (тув. Ий) — село в Тоджинского кожууне Республики Тыва. Административный центр и единственный населённый пункт Ийского сумона.
Название на тувинском языке означает "склон". 

## История
Историческое местопроживание тувинцев-тоджинцев.

## География
Село находится у впадении в р. Большой Енисей её притока — р. Ий-Хем.
К востоку от центральной части село, через реку Ий-Хем, находится Ийская санаторная школа-интернат.
Селение расположено в Тоджинской котловине.
Уличная сеть
ул. 70 лет Октября, ул. Анчы, ул. Дружбы, ул. Енисейская, ул. Ийская→ ул. Комсомольская, ул. Молодежная, ул. Новая, ул. Санаторно-лесная школа, ул. Седип-Оола, ул. Советская.
Географическое положение
Расстояние до:
районного центра Тоора-Хем: 13 км.
столицы республики Кызыл: 144 км.
Ближайшие населенные пункты
Салдам 11 км, Тоора-Хем 12 км, Адыр-Кежиг 19 км, Ырбан 26 км
климат
Ий, как и весь Тоджинский кожуун, приравнен к районам Крайнего Севера.

## Население
| 2002  | 2010  | 2011  | 2012  | 2013  | 2014  | 2015  |
| ----- | ----- | ----- | ----- | ----- | ----- | ----- |
| 1104  | ↗1280 | ↗1281 | ↗1283 | ↗1307 | ↗1317 | ↗1341 |
| 2016  | 2017  | 2018  | 2019  | 2020  | 2021  |       |
| ↗1357 | ↗1394 | ↗1420 | ↗1431 | ↗1443 | ↘1122 |       |

## Инфраструктура
отделение почтовой связи села Ий (ул. Советская, 14)
образование
МКУ Ийская средняя школа
МКУ Ийская санаторная школа-интернат
Детсад «Чебурашка»
сельское хозяйство
Оленеводство.
Действует ТОС община тувинцев-тоджинцев «Узю».
культура
МБУ сельский ДК сумона Ийский
административная деятельность
Администрация села Ий
Администрация Ийского сумона

## Транспорт
Автодорога местного значения, идет от райцентра Тоора-Хем, завершается в Ийе.